# レリッヒ＝コンドラショフの定理
数学におけるレリッヒ＝コンドラショフの定理（レリッヒ＝コンドラショフのていり、英: Rellich–Kondrachov theorem）とは、ソボレフ空間に関するコンパクトな埋め込みについての定理である。イタリアおよびオーストリアの数学者であるフランツ・レリッヒと、ロシアの数学者であるウラジミール・イオシフォヴィチ・コンドラショフの名にちなむ。レリッヒは L2 の場合の定理を証明し、コンドラショフは Lp の場合を証明した。

## 定理の内容
Ω ⊆ Rn を開かつ有界なリプシッツ領域とし、1 ≤ p < n に対して
{\displaystyle p^{*}:={\frac {np}{n-p}}}
を定める。このとき、ソボレフ空間 W1,p(Ω; R) は Lp 空間における連続的埋め込み Lp∗(Ω; R) であり、すべての 1 ≤ q < p∗ に対して Lq(Ω; R) 内のコンパクトな埋め込みである。これを記号で表すと
{\displaystyle W^{1,p}(\Omega )\hookrightarrow L^{p^{*}}(\Omega )}
および
{\displaystyle W^{1,p}(\Omega )\subset \subset L^{q}(\Omega ){\mbox{ for }}1\leq q<p^{*}}
となる。

## 帰結
埋め込みがコンパクトであるための必要十分条件は、包含（恒等）作用素がコンパクト作用素であることなので、レリッヒ＝コンドラショフの定理は、W1,p(Ω; R) 内の任意の一様有界列が Lq(Ω; R) における収束部分列を持つことを意味する。この形式で述べられる場合、この定理はしばしばレリッヒ＝コンドラショフの選出定理として知られる（収束部分列を「選出」するため）。
レリッヒ＝コンドラショフの定理は、ポアンカレ不等式を証明するために利用することも出来る。ここでポアンカレ不等式とは、u ∈ W1,p(Ω; R) に対し（Ω は上記のものと同じ仮定を満たすとする）に対し
{\displaystyle \|u-u_{\Omega }\|_{L^{p}(\Omega )}\leq C\|\nabla u\|_{L^{p}(\Omega )}}
を満たすある定数 C が、p と Ω の形状にのみ依存して存在することを意味する。ここで
{\displaystyle u_{\Omega }:={\frac {1}{\mathrm {meas} (\Omega )}}\int _{\Omega }u(x)\,\mathrm {d} x}
は u の Ω 全体での平均値を表す。